# Theragāthā
La (ou les) Theragāthā, souvent traduit par Versets des moines anciens (en pāli : thera pour anciens et gāthā pour versets), est une collection de courts poèmes bouddhiques censés avoir été composés par des membres du sangha bouddhiste primitif.
Dans le canon pali, la Theragāthā est rangée dans le Khuddaka Nikaya, la collection de courts textes du Sutta Pitaka. Elle est constituée de 264 poèmes, rangés selon leurs longueurs en 21 chapitres.
La plupart des versets des Theragāthā exposent les efforts de moines pour résister aux tentations de Māra.
Parmi les poèmes les plus remarquables des Theragāthā, on peut citer le huitième poème du chapitre 16, récité par le bandit repenti Angulimala, le troisième poème du chapitre 17, dans lequel Ananda (le cousin du Bouddha et celui qui a retenu, selon la tradition, toutes ses paroles) pleure la mort du Maître.
La Therigāthā (Versets des nonnes anciennes) accompagne naturellement le Theragāthā.

### Traductions
- En anglais : The Theragatha (Access to Insight)
- Traduction français du précédent : Versets des moines anciens, trad. Nanabozho (Gicho Wabush) Theragata (canonpali.org)
- Elders' Verses, volume I, trad. K. R. Norman, Pali Text Society, 1969.
- The Voice of Enlightened Monks. The Theragatha, trad. Vénérable Kiribathgoda Gnanananda Thera, Mahamegha Publishers, 2015, 218 p.

### Études
- F. L. Woodward (dir.), Theragatha Commentary: Paramatthadipani, Pali Text Society, 1959.